# Wells Coates
Wells Wintemute Coates (17 décembre 1895 – 17 juin 1958) est un architecte, dessinateur et écrivain. Il est architecte canadien expatrié, plus connu pour son travail en Angleterre. Son ouvrage le plus remarquable est l'immeuble Isokon à Londres, dans le quartier de Hampstead.

## Biographie

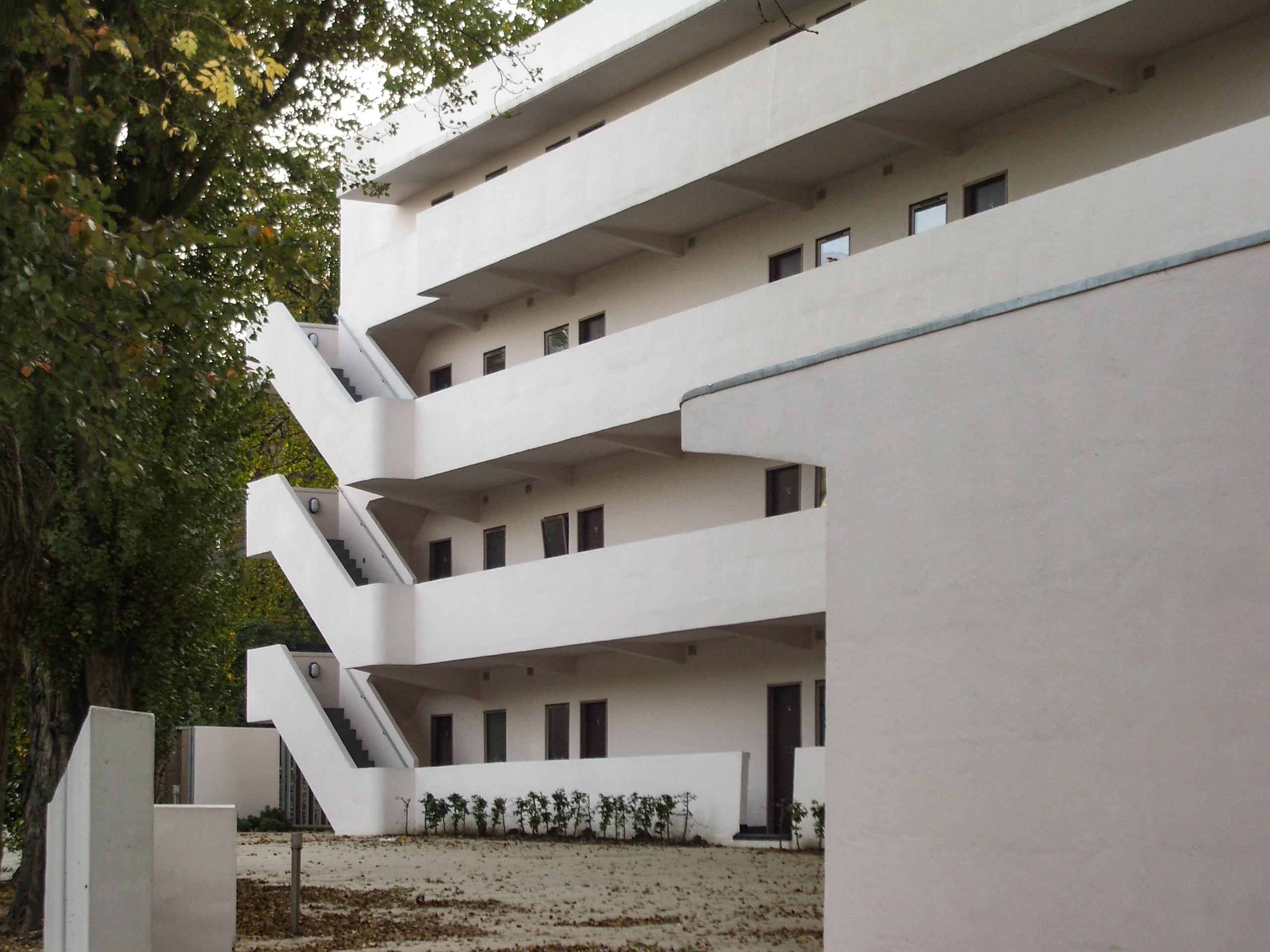
Immeuble Isokon

Wells applique les principes architecturaux énoncés par Le Corbusier, considérant les bâtiments comme des machines à habiter. C'est dans la composition de l'immeuble Isokon achevé en 1934 que cet idéal est le mieux représenté. En effet, le critique d'architecture J. M. Richards suggéra qu'il avait amélioré le concept de Le Corbusier, arrivant « plus près de la machine à habiter que ce que Le Corbusier a jamais dessiné ». La romancière Agatha Christie qui vécut dans cet immeuble quelque temps le compara à un transatlantique tant la composition était épuré et frappant.
La construction de ces appartements est une idée de Molly et Jack Pritchard, qui fondèrent en 1931 une entreprise de conception d'architecture et de mobilier modernes. Avec ses espaces de vie simple fortement influencés par l'expérience japonaise de Coates, y compris le mobilier intégré, l'immeuble Isokon fut « une expérience dans le logement collectif destiné aux intellectuels de gauche ». Il est devenu un refuge pour les Allemands fuyant la persécution nazie et accueillit de nombreux personnages célèbres, dont Walter Gropius et Marcel Breuer.